# Dubiraphia bivittata
Dubiraphia bivittata är en skalbaggsart som först beskrevs av Leconte 1852.  Dubiraphia bivittata ingår i släktet Dubiraphia och familjen bäckbaggar. Inga underarter finns listade i Catalogue of Life.